# Alexander Lehmann (Grafiker)

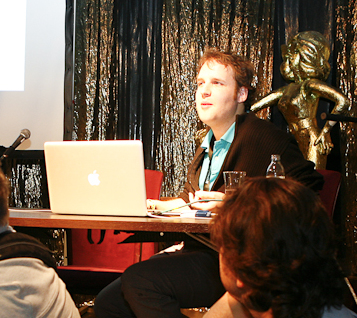
Alexander Lehmann (2011)

Alexander Lehmann (* 1984) ist ein deutscher Graphiker und Videokünstler, der durch das politische Webvideo Du bist Terrorist bekannt wurde.

## Leben
Alexander Lehmann schloss 2005 seine Ausbildung zum Gestaltungstechnischen Assistenten ab. Anschließend studierte er Virtual Design an der Fachhochschule Kaiserslautern. Lehmann arbeitete an der Produktion der kanadischen Produktion District 9 mit. Seitdem ist er als freier Filmemacher und Autor tätig. Er lebt heute in Berlin.
Für seine Produktionen benutzt er 3ds Max und verschiedene Compositing-Programme. Für seine ersten Filme verwendete er fünf Computer zum Rendern. Lehmann arbeitet mit dem Sprecher Ernst Walter Siemon und Tontechnikern zusammen.

## Werk
Sein erstes Video, Du bist Terrorist, das Alexander Lehmann im Mai 2009 zunächst auf einer dafür eingerichteten Website veröffentlichte, wurde bei mehreren Filmfestivals gezeigt und mehrfach ausgezeichnet. Ende 2009 folgte Rette deine Freiheit. Im Juli 2010 wurde mit Willkommen bei Facebook ein weiteres Video von ihm auf der Website der NDR-Satire-Sendung Extra3 veröffentlicht. Das Video kritisiert den Umgang der Internetplattform Facebook mit den Daten seiner Nutzer.
Alle diese Videos lizenzierte Alexander Lehmann unter einer Creative-Commons-Lizenz, die die Weiternutzung unter bestimmten Bedingungen gestattet. Als das Video Du bist Terrorist sowie weitere Webvideos von Mario Sixtus nach einer Aufforderung der GVU dennoch von der Videoplattform vimeo gelöscht wurden, wurde dies in Blogs und bald auch Presseberichten kritisiert.
September 2010 folgte das Video Buugle weiß alles – über dich, ebenfalls auf der Website von Extra3. Ende September zeigte Extra3 unter dem Titel „Spieletipp: Gesundheitsreform“ einen Beitrag, der die Gesundheitsreform von Philipp Rösler im Stile eines Gesellschaftsspiels darstellte.
2011 erschien das Video Tipps für afrikanische Flüchtlinge, in dem unter anderem die Grenzschutzagentur Frontex thematisiert wird.
Seit Oktober 2010 produziert Lehmann im Auftrag des ZDF die Animationen für „Uebermorgen.TV“. Im Januar 2011 erschien in Zusammenarbeit mit Extra3 das Video Toll: Der neue Perso. Nach 2014 entstanden eine Reihe von Erklärfilmen mit weiteren netzpolitischen Themen und praktischen Tipps zur digitalen Selbstverteidigung in Kooperation mit der Illustratorin und Mediendesignerin Lena Schall erstmals als Motionensemble. 2017 veröffentlichten Lehmann und Schall auf der re:publica ihren Film Cyberpeace statt Cyberwar!, der in Kooperation mit dem Forum InformatikerInnen für Frieden und gesellschaftliche Verantwortung entstanden war. Der Film thematisiert das Inkaufnehmen der Schwächung von IT-Infrastruktur durch Handel mit Sicherheitslücken und absichtlicher Schwächung von Kryptographieverfahren.

## Filmografie
- 2009: Du bist Terrorist
- 2009: Rette deine Freiheit
- 2010: Willkommen bei Facebook
- 2010: Buugle weiß alles – über dich
- 2010: Spieletipp: Gesundheitsreform
- 2010: Lobbyismus für Dummies
- 2011: Toll: Der neue Perso
- 2011: Unternehmensmanager 2011
- 2011: Liebe Afrikaner (Tipps für afrikanische Flüchtlinge)
- 2011: Deutsche Atomkonzerne
- 2011: Das Netzwerk
- 2012: MOGiS und Freunde – Info-Spot
- 2012: KMW Leopard 2 A7+
- 2013: Telekom – Netz der Zukunft
- 2014: Wir Lieben Überwachung
- 2015: One Percent / wealth inequality worldwide
- 2015: Die Brücke
- 2015: Netzneutralität Tötet
- 2015: Passwörter Einfach Erklärt
- 2015: Sicher Surfen Einfach Erklärt
- 2016: Anonym Surfen Einfach Erklärt
- 2016: Daten Verschlüsseln Einfach Erklärt
- 2016: Sicher Kommunizieren Einfach Erklärt
- 2016: Was ist der IS? Und woher bekommt er sein Geld?
- 2017: Wikipedia.de – Mach mit!
- 2017: Onlinebetrug – Gefahren erkennen und abwehren!
- 2017: Cyberpeace statt Cyberwar!
- 2022: Chatkontrolle